# Neucentropus mandjuricus
Neucentropus mandjuricus là một loài Trichoptera trong họ Polycentropodidae. Chúng phân bố ở miền Cổ bắc.